# Francisco Benavides Caro
Francisco Benavides Caro, más conocido como Pacho Benavides (Vélez, 20 de octubre de 1900 – Bogotá, 18 de diciembre de 1971) fue un ejecutante del tiple y compositor colombiano.
Recibió de parte del Concejo de Vélez la "Orden de la Guabina y el Tiple", condecoración que fue creada en su honor, en 1962.